# 守恒站
守恒站（日语：／ Moritsune eki */?），是一個位於福岡縣北九州市小倉南區守恒本町一丁目，北九州高速鐵道小倉線的鐵路車站。車站編號為09。

## 歷史
- 1985年（昭和60年）1月9日 - 開業。

## 車站構造
側式月台2面2線的高架車站。
| 月台 | 路線    | 目的地              |
| ---- | ------- | ------------------- |
| 1    | ■小倉線 | 往 志井、企救丘     |
| 2    | ■小倉線 | 往 北方、旦過、小倉 |

## 使用狀況
2017年度的1日平均上下車人次為4,865人。

## 車站周邊
車站周邊有許多商業設施，為小倉南區的單軌電車車站周邊中較為熱鬧的區域。
- 守恒市民中心
- 北九州市立守恒中學校
- 北九州市立德力小学校
- ÆON德力店
- 倍適得電器德力店
- TSUTAYA 德力店
- DOCOMO SHOP德力店
- BOOK-OFF守恒店
- Konami Sports Club德力
- 福岡銀行 守恒分行
- 北九州銀行 守恒分行
- 西日本都市銀行 守恒辦事處
- 小倉守恒本町郵局
- 東和醫院

## 公車路線
| 系統                  | 目的地                           | 營運公司       |
| --------------------- | -------------------------------- | -------------- |
| 中谷號                | 西鐵天神高速客運總站             | 西鐵高速巴士   |
| 福岡機場線            | 博多客運總站・福岡機場國際線航廈 | 西鐵高速巴士   |
| 北九州機場Airport Bus | 北九州機場                       | 西鐵巴士北九州 |
| 12                    | 長行台・中谷                     | 西鐵巴士北九州 |
| 12                    | 若園・小倉                       | 西鐵巴士北九州 |

## 鄰近車站
北九州高速鐵道
■小倉線
競馬場前（08） - 守恆（09） - 德力公團前（10）

## 外部連結
- 守恒駅(モノレール）（页面存档备份，存于）（路線情報）